# Opisa odontochela
Opisa odontochela är en kräftdjursart som beskrevs av Edward Lloyd Bousfield 1987. Opisa odontochela ingår i släktet Opisa och familjen Opisidae. Inga underarter finns listade i Catalogue of Life.